# Monasterio de San Juan (Georgia)
El monasterio de San Juan (en georgiano: ნათლისმცემლის მონასტერი) es un monumento histórico y arquitectónico dentro del complejo monástico de David Gareja, ubicado en la región de Kajetia al este de Georgia.
El monasterio consta de numerosos templos de cuevas y una iglesia central. También existe una iglesia más pequeña al sur de la principal. Los interiores de la iglesia datan del siglo XII.

## Historia
Los cimientos del monasterio de San Juan, ubicado a 12 km al oeste de la meseta de David Gareja, fueron colocados por Luciane, un estudiante de David Gareja a finales del siglo VII, según la tradición de la iglesia.

## Características arquitectónicas

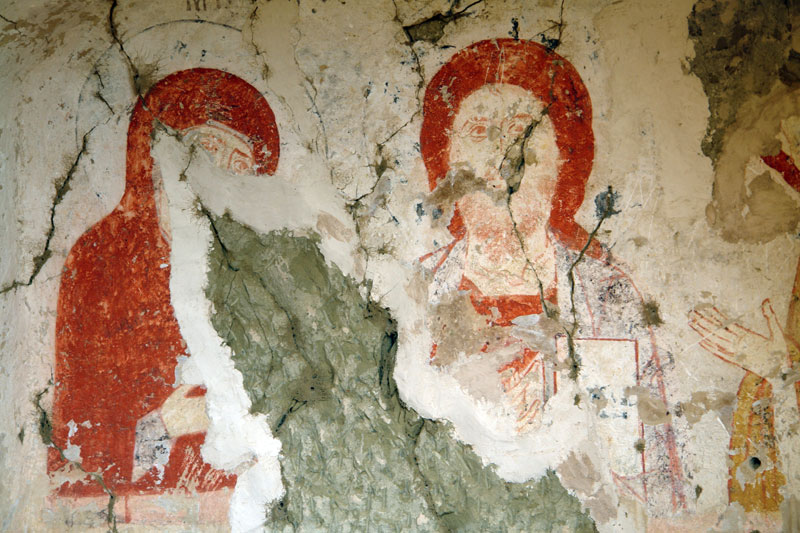
Imagen de pintura perteneciente al monasteiro

El complejo consta de numerosos templos de cuevas y una iglesia central. La iglesia central destaca por su extraordinaria altura. La iconografía de la iglesia principal se remonta al siglo XVIII.  
Existe una iglesia más pequeña al sur de la iglesia principal. Para llegar a esa iglesia es necesario escalar la roca. También hay un campanario alto y habitaciones para los monjes ubicadas frente a esa iglesia. Los interiores datan del siglo XII. 
Aún pueden verse fragmentos de los decorados pintados durante la primera mitad del siglo XII en los interiores de la iglesia.

## Galería

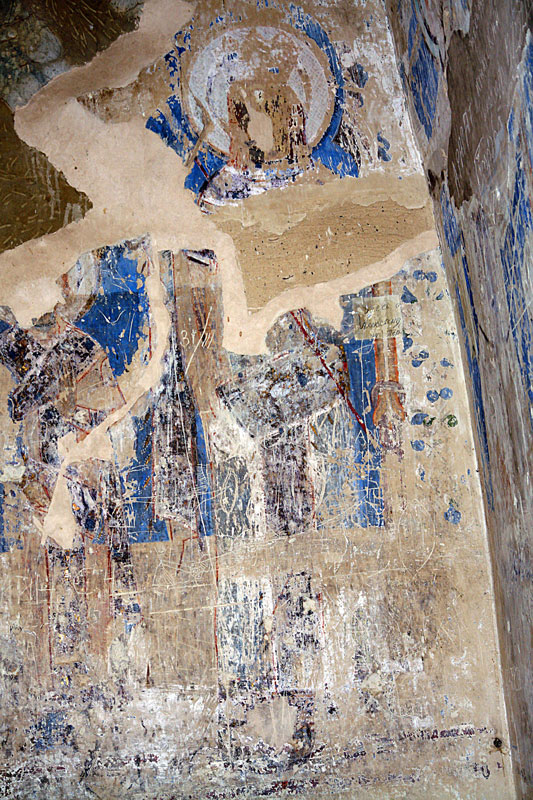
Detalle del fresco del rey Tamar
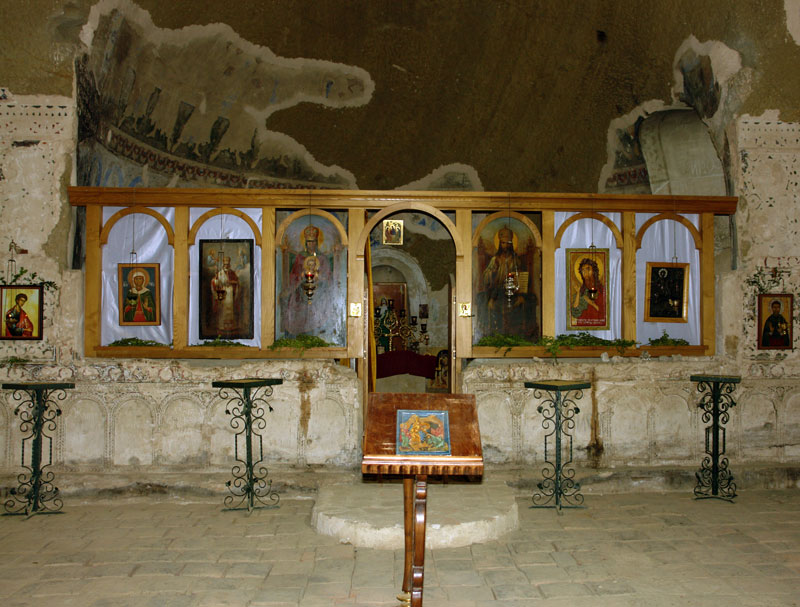
Vista del altar de la iglesia
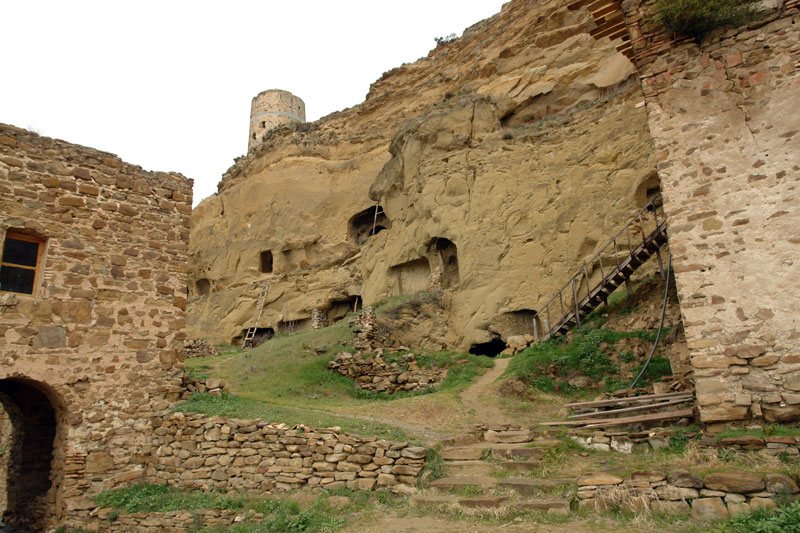
Vista del monasterio